# Pesem Evrovizije 2013
Pesem Evrovizije 2013 je bilo 58. tekmovanje za Pesem Evrovizije zapovrstjo. Potekala je 14., 16. in 18. maja 2013 v mestu Malmö. Švedska je gostiteljica po zaslugi  Loreen, ki je zmagala na izboru za Pesem Evrovizije 2012 s pesmijo Euphoria. Prvotno so tri švedska mesta (Malmö, Stockholm in Göteborg) izrazila zanimanje za gostovanje izbora, 8. julija 2012 pa je švedska nacionalna televizija Sveriges Television (SVT) objavila odločitev, da je izbrano prizorišče dvorana Malmö Arena. Švedska je bila gostiteljica izbora petič doslej in drugič je izbor potekal v Malmöju – prvič je mesto gostilo Pesem Evrovizije leta 1992. Sodelovanje je potrdilo 39 držav in ponovno se je vrnila na izbor Armenija, ki je nazadnje sodelovala leta 2011.
Slovenska predstavnica Hannah, je bila izbrana interno iz strani RTVSLO. Slovenijo je zastopala s pesmijo Straight Into Love. Nastopila je v prvem polfinalu in tam zasedla zadnje 16. mesto z 8 točkami.

## Prizorišče
Tekmovanje je po odločitvi švedske državne televizije potekalo v Malmöju. Malmö je Evrovizijo gostil že leta 1992. Mesto je zelo blizu Danske, za prizorišče je bilo izbrano 18. julija 2012.
Za podrobne podatke o gostujočem mestu glej Malmö.

### Voditeljica
Za voditeljico je bila izbrana švedska komičarka Petra Mede. V prireditev so se vključili še švedska pevka Loreen, voditeljica Sarah Dawn Finer in pevec Eric Saade.

### Države
| 1                                                              | 2                                                         | 3                                                                   | 4                                                           | 5                                                                      |
| -------------------------------------------------------------- | --------------------------------------------------------- | ------------------------------------------------------------------- | ----------------------------------------------------------- | ---------------------------------------------------------------------- |
| - Albanija - Hrvaška - Makedonija - Črna gora - Srbija - Švica | - Estonija - Finska - Islandija - Irska - Latvija - Litva | - Armenija - Azerbajdžan - Belorusija - Gruzija - Rusija - Ukrajina | - Belgija - Bolgarija - Ciper - Grčija - Malta - Nizozemska | - Avstrija - Madžarska - Moldavija - Romunija - San Marino - Slovenija |

## Tekmovanje

### Finale
| #   | Država              | Jezik       | Izvajalec                           | Pesem                        | Prevod naslova                 | Uvrstitev | Točke |
| --- | ------------------- | ----------- | ----------------------------------- | ---------------------------- | ------------------------------ | --------- | ----- |
| 01. | Francija            | francoščina | Amandine Bourgeois                  | »L'enfer et moi«             | »Pekel in jaz«                 | 23.       | 14    |
| 02. | Litva               | angleščina  | Andrius Pojavis                     | »Something«                  | »Nekaj«                        | 22.       | 17    |
| 03. | Moldavija           | romunščina  | Aliona Moon                         | »O mie«                      | »Tisoč«                        | 11.       | 71    |
| 04. | Finska              | angleščina  | Krista Siegfrids                    | »Marry Me«                   | »Poroči se z mano«             | 24.       | 13    |
| 05. | Španija             | španščina   | ESDM                                | »Contigo hasta el final«     | »S teboj do konca«             | 25.       | 8     |
| 06. | Belgija             | angleščina  | Roberto Bellarosa                   | »Love Kills«                 | »Ljubezen ubija«               | 12.       | 71    |
| 07. | Estonija            | estonščina  | Birgit                              | »Et uus saaks alguse«        | »Za nov začetek«               | 20.       | 19    |
| 08  | Belorusija          | angleščina  | Aljona Lanska                       | »Solayoh«                    | —                              | 16.       | 48    |
| 09. | Malta               | angleščina  | Gianluca                            | »Tomorrow«                   | »Jutri«                        | 8.        | 120   |
| 10. | Rusija              | angleščina  | Dina Garipova                       | »What If«                    | »Kaj, če«                      | 5.        | 174   |
| 11. | Nemčija             | angleščina  | Cascada                             | »Glorious«                   | »Veličastni«                   | 21.       | 18    |
| 12. | Armenija            | angleščina  | Dorians                             | »Lonely Planet«              | »Osamljeni planet«             | 18.       | 41    |
| 13. | Nizozemska          | angleščina  | Anouk                               | »Birds«                      | »Ptice«                        | 9.        | 114   |
| 14. | Romunija            | angleščina  | Cezar                               | »It's My Life«               | »To je moje življenje«         | 13.       | 65    |
| 15. | Združeno kraljestvo | angleščina  | Bonnie Tyler                        | »Believe in Me«              | »Verjemi vame«                 | 19.       | 23    |
| 16. | Švedska             | angleščina  | Robin Stjernberg                    | »You«                        | »Ti«                           | 14.       | 62    |
| 17. | Madžarska           | madžarščina | ByeAlex                             | »Kedvesem« (Zoohacker Remix) | »Moja draga«                   | 10.       | 84    |
| 18. | Danska              | angleščina  | Emmelie de Forest                   | »Only Teardrops«             | »Le solze«                     | 1.        | 281   |
| 19. | Islandija           | islandščina | Eythor Ingi                         | »Ég á líf«                   | »Imam življenje«               | 17.       | 47    |
| 20. | Azerbajdžan         | angleščina  | Farid Mammadov                      | »Hold Me«                    | »Drži me«                      | 2.        | 234   |
| 21. | Grčija              | grščina1    | Koza Mostra feat. Agathon Iakovidis | »Alcohol Is Free«            | »Alkohol je zastonj«           | 6.        | 152   |
| 22. | Ukrajina            | angleščina  | Zlata Ognjevič                      | »Gravity«                    | »Težnost«                      | 3.        | 214   |
| 23. | Italija             | Italian     | Marco Mengoni                       | »L'essenziale«               | »Najpomembnejše«               | 7.        | 126   |
| 24. | Norveška            | angleščina  | Margaret Berger                     | »I Feed You My Love«         | »Hranim te s svojo ljubeznijo« | 4.        | 191   |
| 25. | Gruzija             | angleščina  | Nodi Tatišvili & Sofo Gelovani      | »Waterfall«                  | »Slap«                         | 15.       | 50    |
| 26. | Irska               | angleščina  | Ryan Dolan                          | »Only Love Survives«         | »Le ljubezen preživi«          | 26.       | 5     |